# Тересполь-Поморський
Тересполь-Поморський (пол. Terespol Pomorski) — село в Польщі, у гміні Швеці Свецького повіту Куявсько-Поморського воєводства.
У 1975-1998 роках село належало до Бидгощського воєводства.